# Remigia mutuaria
Remigia mutuaria là một loài bướm đêm trong họ Erebidae.